# Москва-Станколіт
Москва-Станколі́т, або Москва-Станколи́т (рос. Москва-Станколит) — зупинний пункт/пасажирська платформа у Москві на Олексіївській сполучній лінії Московської залізниці.
Знаходиться на перегоні між станціями Москва-Бутирська і Москва-Ризька. Вхідні світлофори Москви-Ризької знаходяться за 85 м на схід від платформи, вхідні Москви-Бутирської знаходяться за півкілометра на південний захід, перед платформою Савеловська.
Приймає електропотяги, прямуючі з Смоленського (Білоруського) напрямку на Курський і назад транзитом через Московський залізничний вузол.
Найвіддаленіші точки безпересадкового сполучення (грудень 2010 року):
- На захід:
  - У напрямку зі Станколіту: Бородіно, Звенигород, Усово;
  - У напрямку на Станколіт: Кубинка-1, Звенигород, Усово;
- На схід до/зі станції Серпухов.

Названа за однойменним заводом, що займався виготовленням виливок для верстатобудівництва (у 2008 році ліквідований).
Виходи до вулиць Складочна і Двінців. На південь від платформи розташований залізничний переїзд, на північ — естакада через колії Ризького напрямку.
Складається з однієї острівної платформи. Раніше була будівля квиткової каси в середині платформи, яку в 1990-ті роки було знесено. З 8-серпня 2012 до 19:00 щоденно на платформі працює роз'їзний касир.
Раніше мала статус станції, існували додаткові станційні колії.
Крім двох головних колій перегону, вздовж платформи прямують дві додаткові неелектрифіковані колії. Північна прямує уздовж перегону від Москви-Бутирської, у західній частині платформи входить у ворота на компресорний завод «Борець», що знаходиться поруч. Південна колія прямує від основної частини Москви-Ризької (проходячи на південь від шляхопроводу), закінчується тупиком біля переїзду на захід від платформи.
З 21 листопада 2019 через відкриття МЦД-1 транзитний рух з Курського на Смоленський напрямок призупинено. Приміський рух по платформі припинений. Повторне відкриття зупинного пункту ймовірне в складі лінії МЦД-4.